# Alix Kates Shulman

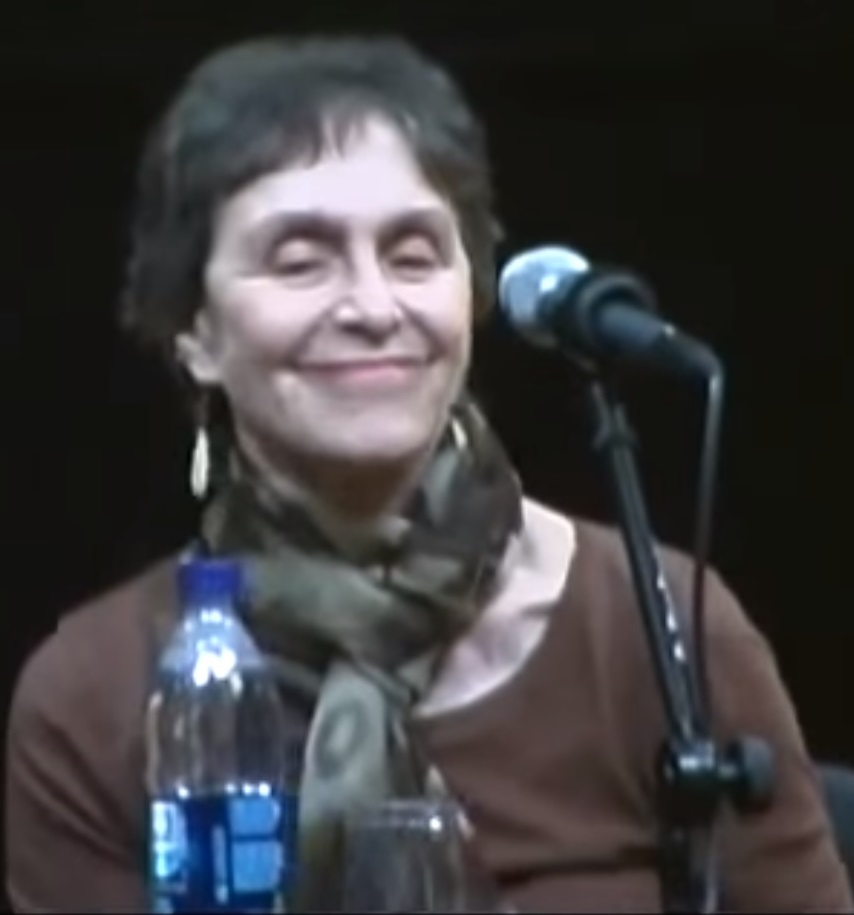
Alix Kates Shulman (2010)

Alix Kates Shulman (* 17. August 1932 in Cleveland, Ohio, als Alix Audrey Kates) ist eine US-amerikanische Schriftstellerin und feministische Aktivistin, die ideologisch dem Radikalfeminismus der späten 1960er Jahre zuzurechnen ist.

## Leben
Alix Kates wurde 1932 in Cleveland als Tochter eines Anwalts und einer Kunstsammlerin, die in vielen lokalen Freiwilligenorganisationen aktiv war, geboren. Beide Elternteile waren jüdische Einwanderer russisch-polnischer Herkunft. Ihre Kindheit verbrachte sie in Cleveland Heights, einem Vorort Clevelands. Sie besuchte die lokale Case Western Reserve University, wo sie 1953 ihren Abschluss in Anglistik und Geschichte machte. Anschließend ging sie nach New York City, um an der Columbia University zu promovieren. Ein Jahr später heiratete sie einen Kommilitonen und arbeitete danach als Autorin und wissenschaftliche Mitarbeiterin. Nach ihrer ersten Scheidung 1958 heiratete sie im nächsten Jahr Martin Shulman, mit dem sie 1961 Mutter eines Sohnes und 1963 einer Tochter wurde. Doch schon seit ihrer Jugend zweifelte Shulman an den stereotypen Geschlechterrollen des Amerikas der 1950er und 1960er Jahre, denn ein Dasein als Mutter und Hausfrau war nicht das, was sie von ihrem Leben wollte. Als ihre Kinder begannen, in den Kindergarten zu gehen, verfasste Shulman erste literarische Texte und kam in Kontakt mit mehreren feministischen Gruppierungen, die sich Ende der 1960er immer mehr in liberal-progressiven Milieus zu formieren begannen. Shulman war ein frühes Mitglied der Gruppierung Redstockings, die mithilfe des consciousness raising – der Austausch über Alltagserfahrungen und -erlebnisse in Gruppendiskussionen – eine radikalfeministische Ideologie entwickelte. In den folgenden Jahren war Shulman eine der führenden Aktivistinnen des Women’s Liberation Movement, war Mitglied der New York Radical Women und beteiligte sich unter anderem an den feministischen Protesten im Umfeld der Wahl zur Miss America 1969. Mit ihrem Ehemann arbeitete sie ein feministisches marriage agreement aus und machte dieses öffentlich. Die Kernidee dieses Vertrags ist eine juristisch festgelegte Aufteilung aller im Haushalt anfallenden Arbeiten, um so Gleichheit zwischen den Geschlechtern zu erzeugen. Neben der Frauenbewegung war Shulman auch mit der Bürgerrechtsbewegung und in der Opposition gegen den Vietnamkrieg verbunden.
Parallel zu ihrem Aktivismus verfolgte Shulman immer mehr eine Karriere als Schriftstellerin und publizierte zunächst feministische Essays, Kinderbücher und Sachliteratur zu Emma Goldman. Ihr schriftstellerisches Schaffen war schon damals deutlich von ihren radikalfeministischen Ideen geprägt. 1972 veröffentlichte sie ihren Debütroman Memoirs of an Ex-Prom Queen, der die Lebensgeschichte einer jungen weißen Frau aus der Mittelschicht erzählt, die mit den stereotypen Geschlechterrollen der 1950er und 1960er zu kämpfen hat. Das autobiografisch inspirierte Werk befeuerte in den USA die Debatte um die Rolle der Frau in der Gesellschaft. Das Buch gilt als erster bedeutender Roman aus dem radikalfeministischen Spektrum, entwickelte sich zu einem Bestseller und wurde für einen National Book Award nominiert. Ihr zweiter Roman Burning Questions (1978) erzählt die Geschichte einer Frau, die sich in den späten 1960er Jahren in der Frauenbewegung politisch radikalisiert. On the Stroll (1981) thematisiert nicht zuletzt den Zusammenhalt zwischen Frauen; In Every Woman’s Life (1987) behandelt den Themenkomplex der Ehe. In den 1990er Jahren verlagerte sich Shulman verstärkt auf autobiografische Literatur und veröffentlichte mit Drinking the Rain (1995) einen Bericht über ihr Leben auf einer einsamen Insel in Maine und mit A Good Enough Daughter (1999) eine Reflexion über die Beziehung zu ihren verstorbenen Eltern. Neben dem Schreiben wirkte Shulman selbst auch als Dozentin an verschiedenen Hochschulen und begab sich auf Vortrags- und Lesereisen.
1985 ließ sich Shulman von ihrem zweiten Ehemann scheiden und heiratete vier Jahre später einen alten Schulfreund aus High-School-Tagen. Mit ihrem dritten Ehemann lebte sie auf derselben Insel in Maie, die in ihrem Buch Drinking the Rain beschrieben wurde. 2008 veröffentlichte Shulman ihren autobiografischen Text To Love What Is, der beschreibt, wie sie ihren dritten Ehemann nach einem schweren Sturz und einer Demenzdiagnose pflegte. 2012 publizierte Shulman mit Ménage eine Satire sowohl auf Geschlechterbeziehungen in der Oberschicht als auch den amerikanischen Literaturbetrieb. Im selben Jahr veröffentlichte sie eine Anthologie ihrer Essays aus allen Phasen ihres Schaffens; titelgebender Essay der Sammlung ist ihr bekannter Text A Marriage Agreement. Zusammen mit der Schriftstellerin Honor Moore editierte Shulman 2021 zudem eine Anthologie zum Women’s Liberation Movement, die von der Library of Congress herausgegeben wurde. Ihr Vorlass befindet sich in der Bibliothek der Duke University.

## Veröffentlichungen
Prosa
- Memoirs of an Ex-Prom Queen. Bantam, New York 1972. ISBN 0-394-47156-3.
  - Erfahrungen eines schönen Mädchens. Übersetzt von Sabine Kray. Arche Verlag, Zürich 2021. ISBN 978-3-7160-2796-7.
- Burning Questions. Alfred A. Knopf, New York 1978. ISBN 0-394-40021-6.
- On the Stroll. Alfred A. Knopf, New York 1981. ISBN 0-394-51367-3.
- In Every Woman’s Life. Alfred A. Knopf, New York 1987. ISBN 0-394-55724-7.
- Drinking the Rain. Farrar Straus & Giroux, New York 1995. ISBN 0-374-14403-6.
- A Good Enough Daughter: A Memoir. Schocken Books, New York 1999. ISBN 0-8052-4161-2.
- To Love What Is: A Marriage Transformed. Farrar Straus & Giroux, New York 2008. ISBN 978-0-374-27815-1.
- Ménage. Other Press, New York 2012. ISBN 978-1-59051-520-4.

Sachliteratur
- To the Barricades: The Anarchist Life of Emma Goldman. Crowell, New York 1971. ISBN 0-690-83280-X.

Kinderliteratur
- Bosley on the Number Line. David McKay Publications, New York 1970.
- Finders Keepers. Bradbury Press, New York 1971. ISBN 0-87888-034-8.
- Awake or Asleep. Young Scott Books, New York 1972. ISBN 0-201-09106-2.

Essay
- A Marriage Agreement and Other Essays: Four Decades of Feminist Writing. Open Road, New York 2012. ISBN 978-1453255148.

Herausgeberschaften
- Red Emma Speaks: Selected Writings and Speeches. Random House, New York 1972. ISBN 0-394-47095-8.
- mit Honor Moore: Women’s Liberation! Feminist Writings that Inspired a Revolution & Still Can. Library of America, New York 2021. ISBN 978-1-59853-678-2.

## Ehrungen
- 2001: Ehrendoktor der Case Western Reserve University[2]